# NGC 797
NGC 797 è una galassia a spirale barrata situata nella costellazione di Andromeda, a una distanza di circa 260 milioni di anni luce dalla nostra Via Lattea.

## Scoperta
La galassia è stata scoperta il 21 settembre 1786 dall'astronomo britannico di origine tedesca William Herschel.

## Descrizione
NGC 797 presenta una larga riga a 21 cm dell'idrogeno neutro.